# لامونت بنتلي
لامونت بنتلي (بالإنجليزية: Lamont Bentley)‏ مواليد 25 أكتوبر 1973 في ميلواكي، الولايات المتحدة - الوفاة 19 يناير 2005 في مقاطعة فينتورا، الولايات المتحدة، هو ممثل أمريكي بدأ مسيرته الفنية سنة 1989.

## الأعمال
- فاملي ماتتيرس (1995) (بدور: أندريه)
- مويشا (1996)
- إن واي بي دي بلو (1998)
- آل باركر (1999)

## روابط خارجية
- لامونت بنتلي على موقع IMDb (الإنجليزية)
- لامونت بنتلي على موقع ألو سيني (الفرنسية)
- لامونت بنتلي على موقع أول موفي (الإنجليزية)
- لامونت بنتلي على موقع إن إن دي بي (الإنجليزية)
- لامونت بنتلي على موقع ديسكوغز (الإنجليزية)
- لامونت بنتلي على موقع قاعدة بيانات الفيلم (الإنجليزية)
- لامونت بنتلي على موقع كينوبويسك (الروسية)